# Barraca del camí del Corral del Fortuny XI
La Barraca del camí del Corral del Fortuny XI és una obra del Pla de Santa Maria (Alt Camp) inclosa a l'Inventari del Patrimoni Arquitectònic de Catalunya.

## Descripció
És un aixopluc aixecat al damunt d'un rocall i orientat al SSE. La coberta és de pedruscall i presenta un portal rematat amb una llinda, contrallinda i arc de descàrrega.
L'estança interior és circular amb un diàmetre de 2'495m està coberta amb una falsa cúpula que tapa amb una llosa a una alçada màxima de 2'65m. No disposa d'elements funcionals.